# Ni no Kuni
Ni no Kuni (二ノ国) é uma série de jogos eletrônicos de RPG criada por Akihiro Hino, desenvolvida pela Level-5 e publicada pela Bandai Namco Entertainment. A franquia é formada por três títulos principais, três jogos para dispositivos móveis e um longa-metragem de animação. A ideia para Ni no Kuni foi concebida como um projeto para celebrar o décimo aniversário da Level-5, com a história de todos os jogos sendo escritas por Hino. O primeiro título foi Ni no Kuni: Dominion of the Dark Djinn, lançado em dezembro de 2010, sendo seguido por uma versão aprimorada intitulada Ni no Kuni: Wrath of the White Witch em novembro de 2011 e uma sequência chamada Ni no Kuni II: Revenant Kingdom em março de 2018.